# キャバレー (1972年の映画)
『キャバレー』（Cabaret）は、1972年のアメリカ合衆国のミュージカル映画。ボブ・フォッシーが監督し、ライザ・ミネリ、マイケル・ヨーク、ジョエル・グレイが出演した。1931年、ナチスが台頭してきたヴァイマル共和政時代のベルリンを舞台にしている。
1939年のクリストファー・イシャーウッドの小説『さらばベルリン』、1951年の舞台『私はカメラ』を基に舞台化された1966年のケンダー&エブによるブロードウェイ・ミュージカル『キャバレー』を大まかにもとにし、メトロ・ゴールドウィン・メイヤーが映画版を製作、1972年に公開された（舞台版とはエンディングが異なる）。舞台版『キャバレー』の曲は数曲のみが使用され、ケンダー&エブは新曲を作曲した。舞台版では従来のミュージカルの形式に則り、主要登場人物が感情を歌に乗せる。しかし映画版ではクラブでの曲と唯一MC、サリー以外が歌う『Tomorrow Belongs to Me 』の他は、ミュージカル曲は全て台詞に置き換えられた。
1969年、ボブ・フォッシー監督の映画『スイート・チャリティー』が興行収入において失敗し、1972年、フォッシーは映画『キャバレー』に再起をかけ、この年の監督で最高の称賛を得た。同年度の第45回アカデミー賞では、サリー役として初めて映画で歌ったライザ・ミネリの主演女優賞、舞台版と同じMC役を演じたジョエル・グレイの助演男優賞、ボブ・フォッシーの監督賞のほか、撮影賞、美術賞、録音賞、オリジナル・ミュージカル賞、編集賞などの計8部門を受賞し、作品賞を受賞していない作品で最多受賞記録となった。『エンパイア』誌が選ぶ史上最高映画作品500選の367位となった。
公開当初から評判が良く、最終的に興行収入2千万ドルとなった。アカデミー賞の他にナショナル・ボード・オブ・レビュー、ハリウッド外国人映画記者協会から作品賞、グレイはこれら2組織と全米映画批評家協会から助演男優賞を受賞した。しかし最大の勝者はフォッシーである。第45回アカデミー賞直前、フォッシーは自身の舞台で最大のヒットとなった『PIPPIN』でトニー賞の演出賞および振付賞を受賞していた。ミネリのスペシャル番組『ライザ・ウイズ・ア・Z』の監督および振付でプライムタイム・エミー賞を受賞し、トニー賞、アカデミー賞、エミー賞の3賞を1年のうちに受賞した最初の監督となった。

## ストーリー

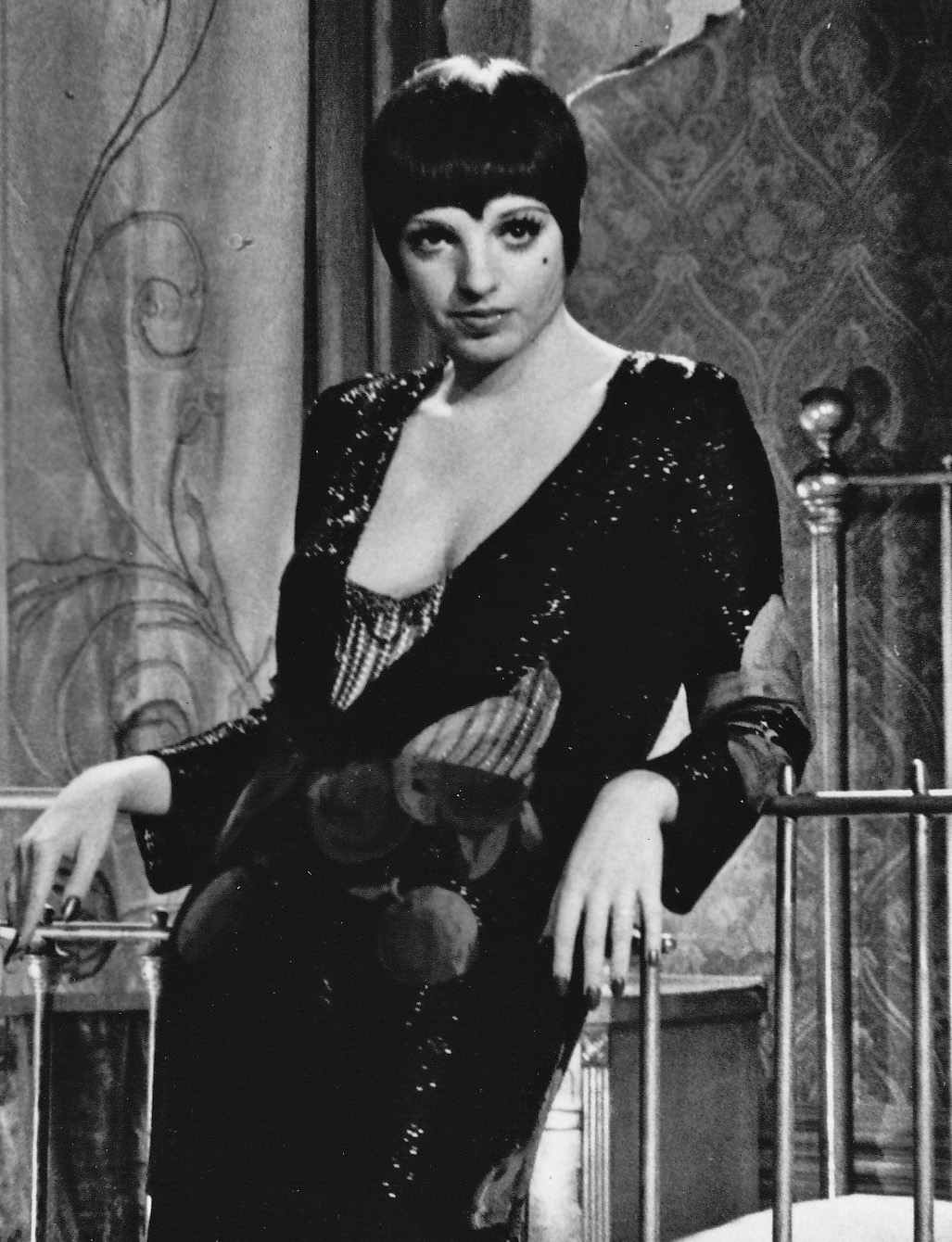
サリー・ボウルズ（ライザ・ミネリ）

1931年、ベルリン。スターに憧れるアメリカ人の娘サリー・ボウルズ（ライザ・ミネリ）はエムシーが取り仕切っているキャバレーキットカットクラブで歌手として働いている。ある日、イギリスから来たという学生ブライアン・ロバーツ（マイケル・ヨーク）がサリーの下宿に引っ越してくる。学生で作家のブライアンは博士号を取得するまでの間、生活のために英語を教える。サリーはブライアンを誘惑しようとするがうまくいかず、ブライアンは同性愛者なのではないかと疑う。ブライアンはサリーに、これまで3回女性と関係を持とうとしたがいずれも失敗したのだと語る。二人は友情で結ばれ、ドイツのヴァイマル共和政終焉の頃、ブライアンはサリーの自由奔放な生活を目の当たりにする。しかしサリーとブライアンは恋人に発展し、これまでの3名の女性は合わなかっただけだと気付く。
その後サリーはマクシミリアン（通称マックス）（ヘルムート・グリーム）という裕福でプレイボーイの男爵と友達になり、サリーとブライアンは豪邸に招待される。マックスがサリーとブライアンを誘惑し、二人の関係に変化をもたらしていく。ブライアンと関係を持つと、マックスは2人への興味を失い、アルゼンチンへ旅立つ。口論の中、サリーはブライアンにマックスと関係を持ったことを暴露すると、ブライアンもマックスとの関係を明かす。のちにブライアンとサリーは仲直りし、サリーはマックスが2人に金銭を残したとし、ふざけて売春の代金と比較する。
サリーは妊娠するが、父親が誰かわからない。ブライアンは結婚して自分の大学のあるケンブリッジに連れて行こうとする。最初は2人ともそのつもりで新生活を共にすることを祝うが、サリーとブライアンがピクニックに行った際、ブライアンはよそよそしくつまらなそうにし、サリーはおむつを洗って生活する、教授の妻の生活を思い描いて失望し、妊娠について悩み始める。結局サリーはブライアンに相談することなく中絶する。ブライアンがサリーに問いただすと、サリーは恐れを明かして互いを理解する。ブライアンはイングランドへ向かい、サリーはキットカット・クラブで活躍しベルリンでの生活を続けるが、ナチスの制服を着た男たちがクラブの最前列に並び、残り時間が少ないことを思い知らされる。

### あらすじ
クリスチャンとしてドイツに住みユダヤ人の出自を隠すフリッツ・ヴェンデル（フリッツ・ウェッパー）は裕福なユダヤ人のナタリア・ランダウアー（マリサ・ベレンソン）に恋するが、ナタリアはフリッツの動機を疑い軽蔑する。経験豊富なサリーがアドバイスし、フリッツはついにナタリアの愛を獲得する。ナタリアの両親に結婚の許可を求める際、フリッツは本当の宗教と人種を明かさなくてはならない。ナチス台頭が迫っており、真実を明かすのはとても危険なこととされた。この時まだナチスの権力はそれほど強くはなかったが、ナタリアの愛犬が殺されるなど徐々に状況は悪くなってきている。
ナチスの暴力支配が広がってくる。キットカット・クラブにおいて、最初は国家社会主義者が時々悪さをして追い出されていたが、最後には客席のほとんどが国家社会主義ドイツ労働者党員で埋め尽くされる。郊外のビアガーデンでナチスの台頭が示される。屋外の明るい太陽のもと、少年がくつろいでいる老若男女の客に向かって自然および若さの美しさについての純朴な歌を歌う("Tomorrow Belongs To Me")。しかしこの少年が着ているのはヒトラーユーゲントの制服である。音楽の高揚に合わせ、少年は腕を上げてナチス式敬礼をする。アカペラのバラードは徐々に暴力的な軍歌に変化し、観客のほとんどが集団ヒステリー状態となってどんどん歌に参加していく。マックスとブライアンはその光景を見て車に戻り、ブライアンはマックスに「きみはまだ彼らをコントロールできると思うかい」と尋ねる。のちにブライアンは路上でナチスの軍人に立ち向かうが、ただ何度も殴られるだけであった。
狂言回しのMC（ジョエル・グレイ）は、その表情は慈悲、歓待に満ちている("Willkommen")。しかし、キットカット・クラブでの彼の曲は最初はジョークやナチスへのからかいであったが、最後の方では反ユダヤ主義の高まりを表現している。

## キャスト
| 役名                             | 俳優                   | 日本語吹替 |
| -------------------------------- | ---------------------- | ---------- |
| サリー・ボールズ                 | ライザ・ミネリ         | 神保共子   |
| ブライアン・ロバーツ             | マイケル・ヨーク       | 柴田侊彦   |
| マクシミリアン・フォン・ヒューナ | ヘルムート・グリーム   | 横内正     |
| MC                               | ジョエル・グレイ       | 槐柳二     |
| ナタリア・ランダウアー           | マリサ・ベレンソン     | 鳥居恵子   |
| フリッツ・ヴェンデル             | フリッツ・ヴェッパー   | 工藤堅太郎 |
| ボビー                           | ゲルト・ヴェスパーマン |            |

- テレビ放送：新春洋画劇場

| - Elisabeth Neumann-Viertel as フロウライン・シュナイダー - Helen Vita as フロウライン・コスト - Sigrid von Richthofen as Fräulein Mayr - Gerd Vespermann as Bobby - Ralf Wolter as Herr Ludwig - Georg Hartmann as Willi - Ricky Renee as Elke - Oliver Collignon as ヒトラーユーゲント (マーク・ランバート、歌の吹き替え) (uncredited) | キットカット・ダンサーズ: - Kathryn Doby - Inge Jaeger - Angelika Koch - Helen Velkovorska - Gitta Schmidt - Louise Quick |

## プロダクション

### プレ・プロダクション
脚本家のジェイ・プレッソン・アレンとヒュー・ウィーラーはわきすじをジゴロとユダヤ人相続人についてのオリジナルの物語に戻すことにした。彼らはオリジナルの作家のクリストファー・イシャウッドの同性愛のオープンさを、彼をモデルにした主人公の作家の男性に投影し、バイセクシャルとしてサリーと恋人を共有させた。フォッシーは1930年代のドイツのデカダンスの隠喩としてサリーが出演するキットカット・クラブに焦点を当てることにし、クラブ以外のシーンの音楽は1曲を除いて全て削除した。残された1曲『Tomorrow Belongs to Me 』は屋外のカフェで客により自発的に歌われるフォークソングで、作品中で最も穏やかなシーンの1つである。またオリジナルの作曲家のジョン・ケンダーとフレッド・エブにより新曲『Mein Herr』、『Money』、『Maybe This Time』が作曲された。
新曲は全て主人公を演じるライザ・ミネリが歌った（『Money』はグレイと共に歌唱）。皮肉にもミネリはオリジナル・ブロードウェイ・プロダクションのサリー役のオーディションを受けていた。当時ミネリは『Flora the Red Menace』でトニー賞ミュージカル主演女優賞を獲得していたが、ブロードウェイ公演関係者らはミネリは経験不足とみていたのである。さらにブロードウェイ版のサリー役にはミネリは大柄すぎたという意見もある。映画公開時、ミネリはすでにメジャーな映画スターであり、『くちづけ』の傷付きやすい大学生役でアカデミー賞にノミネートされていた。
1971年、ボブ・フォッシーはオリジナル・ブロードウェイ・プロダクションの演出家ハロルド・プリンスからサイ・フュアーがABCピクチャーズとアライド・アーティスツで『キャバレー』映画化をプロデュースしていることを知った。これはアライド・アーティスツの再起をかけた1作目であった。すでに映画を監督する決意をしていたフォッシーはフュアーに自分を雇うよう直談判した。重役のマニー・ウォルフとマーティン・バウムはビリー・ワイルダー、ジョーゼフ・L・マンキーウィッツやジーン・ケリーなどの著名人に監督を頼みたかった。フォッシーが監督した『スウィート・チャリティ』映画化で失敗したこともウォルフとボウムは気がかりであった。フュアーはフォッシーの演出やミュージカル曲の撮影の才能をアピールし、ミュージカル曲と同じ労力で映画を撮ることを重要視するなら、映画全体のバランスが崩れると語った。結局フォッシーが監督として雇われた。数ヶ月が過ぎ、以前に雇われていた脚本家のジェイ・プレッソン・アレンと脚本について話し合った。アレンの脚本に不満であったフォッシーはヒュー・ウィーラーをリライトおよび改訂のために雇った。アランは脚本家として残り、ウィーラーは「リサーチ・コンサルタント」ということになった。最終的な脚本はジョー・マスタロフのオリジナルの舞台版の要素 は少なく、『ベルリン物語』および『私はカメラ』の要素が強くなった。
フォッシーとフュアーはロケ地に選ばれたドイツへ向かい、撮影スタッフを集めることになった。この時フォッシーはロバート・サーティースをカメラマンとして強く薦めたが、フュアーや重役がサーティースが撮った『スウィート・チャリティ』を見て多くの芸術的問題があると感じていた。最終的にイギリスのカメラマンのジェフリー・アンスワースが選ばれた。ロルフ・チヘットバワー、ハンス・ヨーグン・キーバッハ、ハーバート・ストラベルがプロダクションデザイナーとなり、シャーロット・フレミングが衣裳デザインを担当した。ダンサーのケイシー・ダビー、ジョン・シャープがフォッシーの振付補佐となった 。

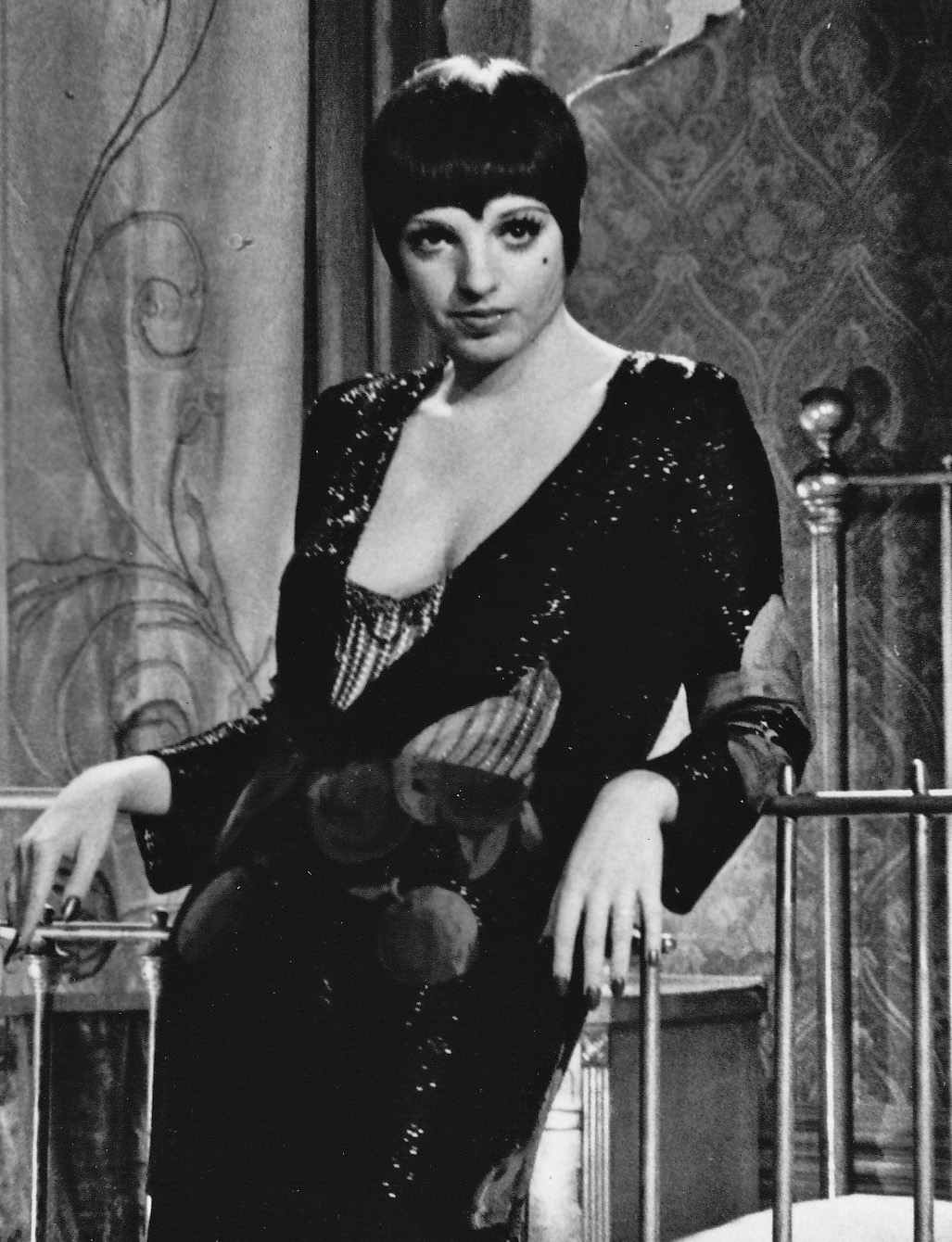
サリー・ボウルズ役のライザ・ミネリ

### キャスティング
フュアーはフォッシーが監督に決まる前に、ライザ・ミネリをサリー・ボウルズ役に配役し、舞台版と同じくジョエル・グレイをMC役に配役していた。フォッシーが監督となり、グレイをMC役に配役するか外すかの選択権が与えられ、結局グレイがMC役となった。フォッシーはマイケル・ヨークをサリーの相手役でバイセクシャルをオープンにするブライアン役に配役した。端役やダンサーはドイツで配役された。

### 撮影
リハーサルおよび撮影は全てドイツで行われた。経済事情により、屋内のシーンはミュンヘン郊外のクインバルトにあるバヴァリア映画撮影所で撮影された。ロケはミュンヘンおよびベルリン内外、シュレースヴィヒ＝ホルシュタイン州、ザクセン州で行われた。編集はロサンゼルスで行われ、1972年2月に劇場公開された。

### 曲およびラジオの声
映画で使用されている曲は話のすじに関係するが、『Tomorrow Belongs to Me』以外の曲は全てキットカット・クラブでの演奏となった。劇中流れるラジオの報道の声は、『M』（1931年）、『怪人マブゼ博士』（1933年）、『三文オペラ』（1931年）などの著名なヴァイマル映画のプロデューサーのシーモア・ネブンゼルの息子でプロデューサー補のハロルド・ネブンゼルである。

## 舞台版との違い
この映画はブロードウェイ・ミュージカル版とは全く異なる。舞台版ではサリー・ボウルズはイシャウッドの『さらばベルリン』と同様にイギリス人であるが、映画版ではアメリカ人となっている。舞台版のアメリカ人のクリフ・ブラッドショウは映画版ではイギリス人のブライアン・ロバーツとなったが役柄はイシャウッド版と類似している。サリーとブライアンや、フリッツ、ナタリア、マックスが関わるあらすじは舞台版ではなく『私はカメラ』から引用されている。舞台版のマックスはキットカット・クラブのオーナーであったが、映画版では違う役柄となっている。映画版でサリーは素晴らしい歌手として描かれているが、舞台版では才能がないとして描かれることもある。
フォッシーは舞台版の複数の曲をカットし、クラブ内での曲とビアガーデンで歌われる『Tomorrow Belongs to Me』のみ残した。『Tomorrow Belongs to Me』は舞台版では最初はキャバレー・ボーイが歌い、その後プライベート・パーティで歌われる。ケンダーとエブは映画版のためにいくつかの曲を作曲した。『Don't Tell Mama』は『Mein Herr』に置き換え、『The Money Song』は『Money, Money』に置き換えられた（ただしインストゥルメンタル版『Sitting Pretty 』として残留）。映画版のために作曲された『Mein Herr』と『Money, Money』はその後舞台版にも追加された。クラブでサリーが歌う『Maybe This Time』は映画版のために作曲されたものではなく、数年前にケイ・バラードのために作曲されたものだったため、アカデミー賞映画音楽賞ノミネートの資格がなかった。『Don't Tell Mama』、『Married』は本来の用途としてはカットされたが、『Don't Tell Mama』は間奏部分がインストゥルメンタルでサリーの蓄音機から流れ、『Married』はフロウライン・シュナイダーのパーラーでのピアノ演奏、およびサリーの蓄音機から流れるグレタ・ケラーが歌うドイツ語版として登場する。

## サウンドトラック
| 全作詞・作曲: ジョン・ケンダーおよびフレッド・エブ。 |                            |                                      |                                      |                                  |      |
| #                                                    | タイトル                   | 作詞                                 | 作曲・編曲                           | Performer                        | 時間 |
| 1.                                                   | 「Willkommen」             | ジョン・ケンダーおよびフレッド・エブ | ジョン・ケンダーおよびフレッド・エブ | ジョエル・グレイ                 | 4:29 |
| 2.                                                   | 「Mein Herr」              | ジョン・ケンダーおよびフレッド・エブ | ジョン・ケンダーおよびフレッド・エブ | ライザ・ミネリ                   | 3:36 |
| 3.                                                   | 「Maybe This Time」        | ジョン・ケンダーおよびフレッド・エブ | ジョン・ケンダーおよびフレッド・エブ | ライザ・ミネリ                   | 3:11 |
| 4.                                                   | 「Money, Money」           | ジョン・ケンダーおよびフレッド・エブ | ジョン・ケンダーおよびフレッド・エブ | ジョエル・グレイ、ライザ・ミネリ | 3:04 |
| 5.                                                   | 「Two Ladies」             | ジョン・ケンダーおよびフレッド・エブ | ジョン・ケンダーおよびフレッド・エブ | ジョエル・グレイ                 | 3:11 |
| 6.                                                   | 「Sitting Pretty」         | ジョン・ケンダーおよびフレッド・エブ | ジョン・ケンダーおよびフレッド・エブ | インストゥルメンタル             | 2:27 |
| 7.                                                   | 「Tomorrow Belongs to Me」 | ジョン・ケンダーおよびフレッド・エブ | ジョン・ケンダーおよびフレッド・エブ | マーク・ランバート               | 3:06 |
| 8.                                                   | 「Tiller Girls」           | ジョン・ケンダーおよびフレッド・エブ | ジョン・ケンダーおよびフレッド・エブ | ジョエル・グレイ                 | 1:41 |
| 9.                                                   | 「Heiraten (Married)」     | ジョン・ケンダーおよびフレッド・エブ | ジョン・ケンダーおよびフレッド・エブ | グレタ・ケラー                   | 3:33 |
| 10.                                                  | 「If You Could See Her」   | ジョン・ケンダーおよびフレッド・エブ | ジョン・ケンダーおよびフレッド・エブ | ジョエル・グレイ                 | 3:54 |
| 11.                                                  | 「Cabaret」                | ジョン・ケンダーおよびフレッド・エブ | ジョン・ケンダーおよびフレッド・エブ | ライザ・ミネリ                   | 3:34 |
| 12.                                                  | 「Finale」                 | ジョン・ケンダーおよびフレッド・エブ | ジョン・ケンダーおよびフレッド・エブ | ジョエル・グレイ                 | 2:28 |
| 合計時間:                                            | 合計時間:                  | 合計時間:                            | 38:14                                |                                  |      |

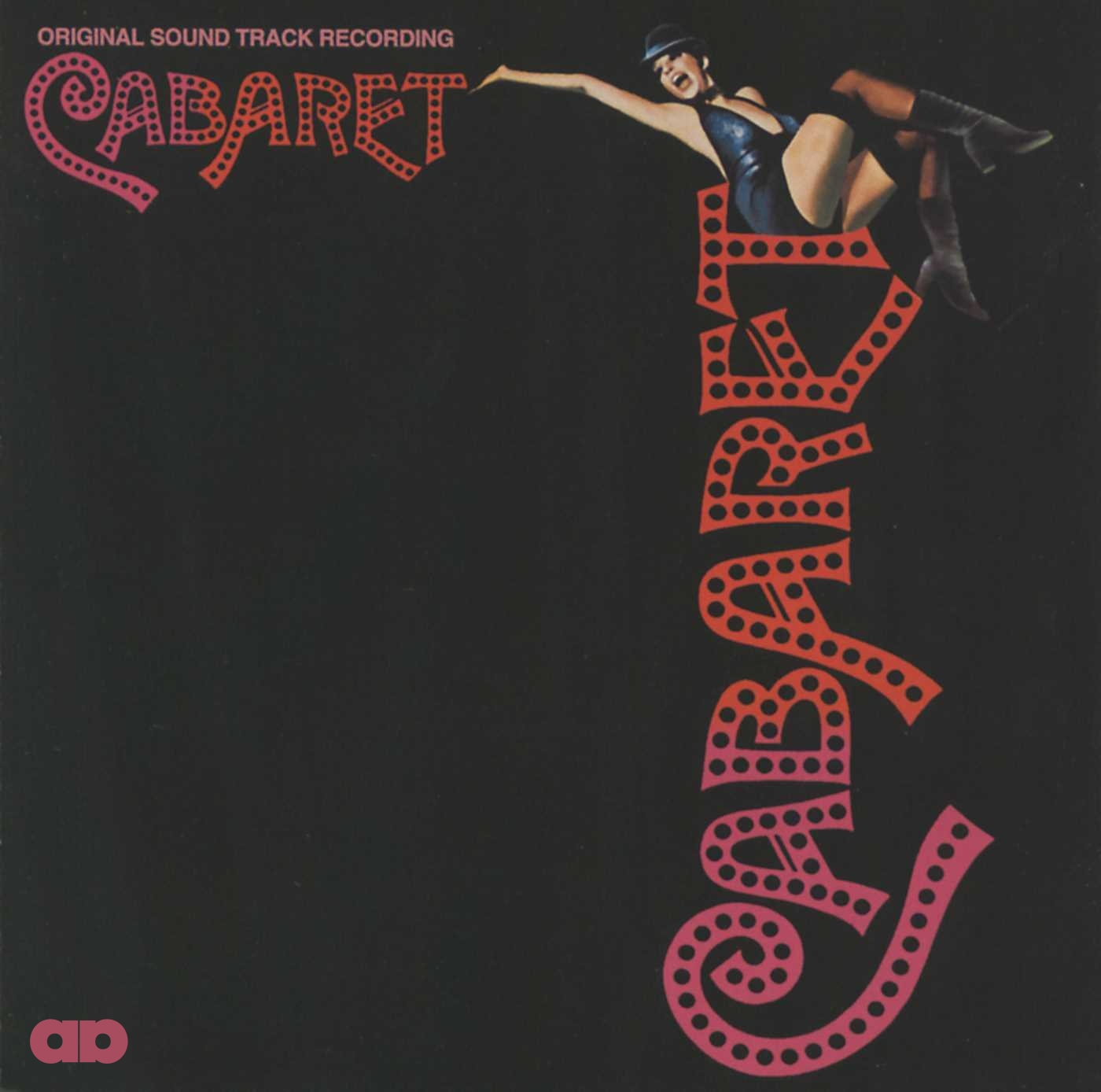
本作のサウンドトラックのLP盤

舞台版で使用され、映画版には使用されなかった曲を以下に示す: "So What?", "Don't Tell Mama", "Telephone Song", "Perfectly Marvelous", "Why Should I Wake Up?", "The Money Song" (disparate from "Money, Money"), "It Couldn't Please Me More", "Meeskite" and "What Would You Do?"

## 公開
公開直後からヒットした。1973年5月までに、北米で450万ドル、海外で350万ドルをあげ、利益は$2,452,000と報じられた。

### 批評
Rotten Tomatoesでは満足度97%を獲得し、「素晴らしいパフォーマンスであり、使用されている音楽はスタイリッシュでクラシックの名作とのステータスを確立させる」と評された。
2013年、映画評論家のピーター・ブラッドショウは「トップ10ミュージカル」の第1位に位置づけ、「ボブ・フォッシーによる刺激的な監督と振付は恐ろしいほど心をとらえ、魅力的である。皮肉が効いて退廃的な絶望感がありとてもセクシーである」と記した。
ロジャー・イーバートも好意的な評価をし、「他のミュージカルとは全く違う。ハッピーエンドのお決まりのミュージカルに陥っていないことが成功の秘訣の1つである。絶望への過程に焦点を当てて陳腐にすることなく、ボブ・フォッシー監督は作品の中心の闇に正しく向かっており、アカデミー監督賞受賞に十分に値している」と語った。『バラエティ』誌は「この映画版はとても独特である。洗練され、みだらで、あか抜けており、官能的で、皮肉的で、心温まり、不快なほど示唆に富んでいる。ライザ・ミネリは素晴らしい配役である。ボブ・フォッシーは約40年前のドイツの境遇を見事に再現した」と記した。BBC.comのジェイミー・ラッセルは「成人指定が与えられるべき初のミュージカルである。ボブ・フォッシーの『キャバレー』はライザ・ミネリをハリウッドのスーパースターに押し上げ、水瓶座の時代にミュージカル『キャバレー』を再生させた」と記した。
ポーリン・ケイルは称賛し、「素晴らしいミュージカル映画である。政治的なキャバレーを誘惑の風刺に変えた。絶妙のバランスで監督および振付のボブ・フォッシーは1931年のベルリンの雰囲気を保った。派手で軽薄なデカダンス、そして動物的なエネルギーを目の当たりにし、その全てがセクシーに見える。デカダンスを直接的に表現しているのではないが、十分にデカダンスである。悪魔人形のようなMC役のジョエル・グレイと、活気あるが堕落しやすいサリー・ボウルズ役のライザ・ミネリ（歌う役での初映画出演）は揺るぎないスターの素質がある。陽気で刺激的なミネリがスターになっていくのを目の当たりにする」と記した。

### 批判
1970年代に製作された他の映画に比べて明確ではないが、『キャバレー』は堕落、性的多面性、ナチズムなどで観客に衝撃を与える。Filmsite.orgのティム・ダークスは「性的でやや議論を巻き起こす風変わりなミュージカルであり、軽薄で快楽的なクラブのシーンが多く、成人指定されるべき初のミュージカルである。性的隠喩、冒涜、同性愛および異性愛の下ネタ、反ユダヤ主義、中絶など考慮すべき部分がある」と記した。イギリスにおいて成人指定されたが、のちに15歳以上に改められた。
『Tomorrow Belongs to Me』のシーンは実際のナチ賛歌と混同する可能性があるとして広く議論を巻き起こした。ジョン・ケンダーとフレッド・エブはユダヤ人であることが公表されるまで反ユダヤ主義のレッテルを貼られた。1976年11月の『バラエティ』誌によると、公開時、西ベルリンでは検閲によりヒトラー・ユースが歌う『Tomorrow Belongs to Me』のシーンをカットして上映された。1930年代のナチズムの賛同者を映すことにより観客が憤慨する可能性を考慮されたのである。1976年11月7日に西ドイツのテレビで上映された時はこのシーンは復活された。
曲『If You Could See Her』の「私の目を通して彼女を見ることができたなら、彼女は全くユダヤ人ではないことがわかる」という歌詞が議論となった。この曲のポイントはベルリンで広がってきている反ユダヤ主義を表現することであったが、多くのユダヤ人団体から抗議された。
明治大学政治経済学部教授で文学者のマーク・ピーターセンは、自著『続 日本人の英語』の中で、劇中歌"Maybe This Time"の"lady peaceful, lady happy, thts's what long to be."という歌詞が通常の日本版ビデオでは「平凡で、幸せな妻、それがあたしの夢」という日本語訳をされているのに触れて、これについて「極端な訳になっている。『日本人向き』にしているつもりかもしれないが、私の見たところこの配慮はむしろ幻想に基づいているようにも思える。要は、現実の女性の気持ちをどう認識しているかによることなのであろう」と批判している。

### 受賞歴
第45回アカデミー賞において計8部門を受賞した。:
- 監督賞（ボブ・フォッシー）
- 主演女優賞（ライザ・ミネリ）
- 助演男優賞（ジョエル・グレイ）
- 撮影賞（ジェフリー・アンスワース）
- 編集賞（デヴィッド・ブレサートン）
- 作曲賞（ラルフ・バーンズ）
- 美術賞（ロルフ・チヘットバワー、ハンス・ヨーグン・キーバッハ、ハーバート・ストラベル）
- 録音賞（ロバート・ニュードソン、デイヴィッド・ヒルドヤード）

アカデミー作品賞、アカデミー脚色賞にもノミネートされたが、どちらも『ゴッドファーザー』が受賞した。『キャバレー』は作品賞を受賞しなかった作品でアカデミー賞最多受賞の記録を持っている。
英国アカデミー賞において作品賞、監督賞、主演女優賞を含む7部門を受賞した。ゴールデングローブ賞において作品賞ミュージカル・コメディ部門を受賞した。ベルギー映画批評家協会からグランプリを受賞した。『キャバレー』のメイキングの様子がスティーブン・トロピアノにより『Cabaret: Music on Film』にまとめられ、ライムライト・ブックスから出版された。

### アメリカン・フィルム・インスティチュート認定
- アメリカ映画主題歌ベスト100
  - Cabaret – 第18位
- ミュージカル映画ベスト – 第5位
- アメリカ映画ベスト100（10周年エディション） – 第63位

### レガシー
1995年、文化的、歴史的、芸術的に価値があるとしてアメリカ議会図書館のアメリカ国立フィルム登録簿の9番目の実写ミュージカル映画に選ばれた。
『TVガイド』誌が選ぶテレビおよびビデオのベスト映画に選ばれ、『ムービーライン』誌が選ぶベスト映画100にも選ばれた。フィルム4のベスト映画100の第78位に選ばれ、『サンフランシスコ・クロニクル』紙の映画評論家が選ぶホット映画100に選ばれ、「これ以上素晴らしいミュージカルは出てこないだろう。ライザ・ミネリはナチ前のベルリンでアメリカ人の流れ者サリー・ボウルズを演じ、ボブ・フォッシーはスタイリッシュでほぼ完璧な映画を作った」と記された。
『オブザーバー』紙のデイヴィッド・ベネディクトはミュージカル映画への『キャバレー』の影響について「当時すでに、映画好きの者にとってミュージカルの人気は低かった。それなのになぜ成功したのか。それは簡単だ。『キャバレー』はミュージカルが嫌いな人のためのミュージカルだからである。音楽から元気が与えられ、山高帽とサスペンダーを着用したライザ・ミネリが曲木椅子にまたがり力強く『Mein Herr』を歌い、ジョエル・グレイと共に『Money』でシミーを踊る。こう言うのはおかしいかもしれないが、『キャバレー』の人気の主な理由の1つはミュージカルらしい撮影方法ではなかったからである」と記した。
同性愛が描かれ、レズビアン・ゲイ映画の最も重要な作品の1つとされており、公開当時革命的であった。これにより、ライザ・ミネリはゲイ・アイコンとなった。複数の映画情報サイトが「アカデミー史上最もゲイ的な受賞作」と称えた。

### ホーム・ビデオ
1998年、初めてDVDとしてリリースされ、その後2003年、2008年、2012年にもリリースされた。海外での版権はウォルト・ディズニー・カンパニーの一部となったABCが所有し、国内の版権はロリマー、アライド・アーティスツの株式譲受人から引き継いだワーナー・ブラザースが所有している。現在ワーナーは製作パートナーであるABCと版権を共有している。ABC/ディズニーのもとイギリスのDVD権を所有するフリーマントルメディアは、2008年または2009年にブルーレイのリリースを計画していたが、実現していない。
2012年4月、ワーナーは映画公開40周年を記念して新たな復刻版を発表した。『キャバレー』はワーナーから通常版DVDが販売されていたが、高精細度ビデオやデジタルでの販売はできなかった。ワーナーのマスタリング・復元部門の責任者であるネッド・プライスによると、オリジナルのネガは紛失しており、編集されたものはリールの1つに1,000フィート、10分間分に傷が続いていた。この損傷は小さなゴミがリールを伝ったためにできたものとされ、ブライアンがナチと対決するシーンから始まっている。これらは周りに合わせてデジタルで塗りつぶされ、見た目にはわからないようになった。デジタルでの自動処理がうまくいかず、損傷したフィルムはコンピューターによる手作業で修復された。